# Unciolella lunata
Unciolella lunata är en kräftdjursart som beskrevs av Édouard Chevreux 1911. Unciolella lunata ingår i släktet Unciolella och familjen Corophiidae. Inga underarter finns listade i Catalogue of Life.